# Beatrice Weder di Mauro

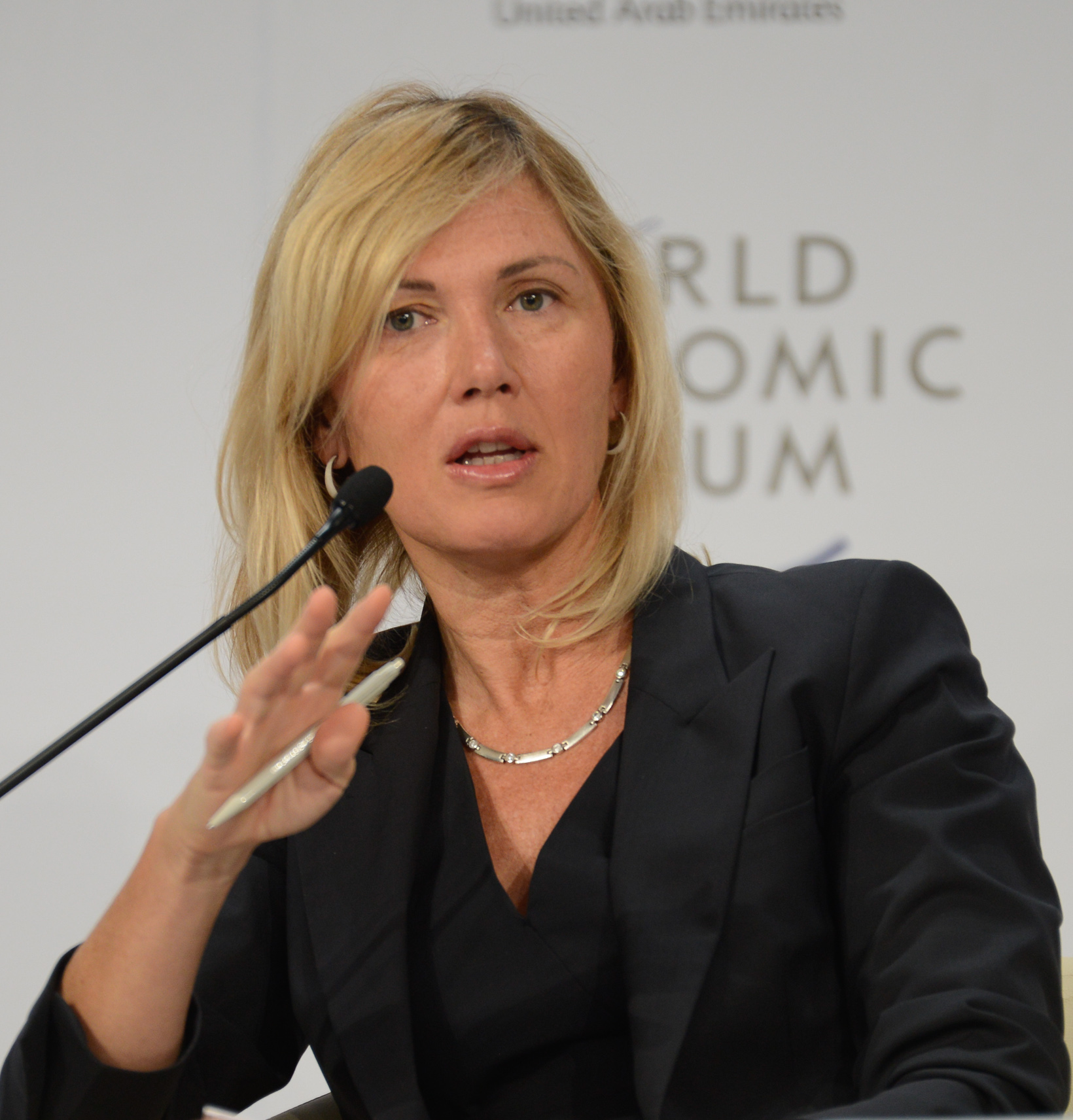
Beatrice Weder di Mauro (2012)

Beatrice Weder di Mauro (* 3. August 1965 in Basel) ist eine schweizerisch-italienische Wirtschaftswissenschaftlerin.
Von 2004 bis Februar 2012 war sie Mitglied des Sachverständigenrats zur Begutachtung der gesamtwirtschaftlichen Entwicklung («Rat der Wirtschaftsweisen») in Deutschland. Seit dem Jahr 2018 ist sie Präsidentin des Centre for Economic Policy Research (CEPR) und seit dem Jahr 2019 ist sie Professorin an der Universität Genf.

## Ausbildung
Beatrice Weder di Mauro verbrachte ihre Kindheit in Guatemala, wo sie von 1971 bis 1980 die Deutsche Schule Guatemala besuchte. Im Alter von sechzehn Jahren kehrte sie mit ihrer Familie nach Basel zurück. Nach der Matura am Gymnasium Münchenstein im Jahr 1984 und dem Studium der Wirtschaftswissenschaften an der Universität Basel erhielt sie 1989 ihr Lizenziat zum lic. rer. pol. 1993 wurde Weder di Mauro an dieser Universität, wo sie auch als Forschungsassistentin tätig war, mit einer Arbeit zum Thema «Wirtschaft zwischen Anarchie und Rechtsstaat» am Lehrstuhl des Basler Wirtschaftsprofessors Silvio Borner zum Dr. rer. pol. promoviert.
Sie belegte darin mit empirischen Daten aus Lateinamerika, dass Armut in allen Schichten auch eine Konsequenz von Rechtsunsicherheit ist und umgekehrt eine Steigerung des Wohlstands in Entwicklungsländern ermöglicht würde, wenn «Grundbedingungen des Erfolgs der westlichen Länder» – «Langfristigkeit, Gewaltenteilung und Supranationalität» – auch in diesen Ländern geschaffen würden.

## Karriere

### Ökonomin und Wirtschaftsprofessorin
Von 1994 bis 1996 war Weder di Mauro in Washington, D.C. als Ökonomin beim Internationalen Währungsfonds (IWF) und von 1996 bis 1997 in derselben Stadt bei der Weltbank tätig. Zwei Jahre später, von 1998 bis 2000, arbeitete sie als Assistenzprofessorin an der Universität Basel, wo sie im Jahr 2000 habilitiert wurde, und anschliessend in den Jahren 2000 und 2001 als Titularprofessorin der Nationalökonomie arbeitete. Ebenfalls ab 1999 folgten sporadische Gastaufenthalte beim IWF, an der Universität der Vereinten Nationen in Tokio (2000) und an der Harvard University, sowie ab 2003 bei der Federal Reserve Bank in New York. Von April 2001 bis 2018 hatte Weder di Mauro eine Professur an der Johannes Gutenberg-Universität Mainz inne, wo sie sich schwerpunktmässig mit Fragen internationaler Wirtschaftsbeziehungen und der internationalen Finanzmärkte beschäftigte.
Von 2002 bis 2004 war sie Mitglied der Eidgenössischen Kommission für Konjunkturfragen in Bern. Im Jahre 2006 war sie bei National Bureau of Economic Research als Visiting Scholar und im Jahre 2010 als Wissenschaftlerin beim IWF tätig.

### Weiterer Werdegang
Seit 2003 ist sie Mitherausgeberin des «Applied Economics Quarterly» und «Research Affiliate» des «Centre for Economic Policy Research» (CEPR) in London.
Im Juni 2004 wurde Weder di Mauro als Nachfolgerin von Axel A. Weber in den deutschen Sachverständigenrat zur Begutachtung der gesamtwirtschaftlichen Entwicklung («fünf Wirtschaftsweise») berufen. Damit war sie in dieser Position das jüngste jemals berufene Mitglied, die erste jemals berufene Frau und die erste jemals berufene Nichtdeutsche. Weder di Mauro gab ihre Tätigkeit als Wirtschaftsweise zum turnusgemässen Ende ihrer Amtszeit am 29. Februar 2012 auf, weil sie für den Verwaltungsrat der Schweizer Bank UBS nominiert wurde. Sie gab an, sie wolle einen Interessenkonflikt vermeiden.
Von 2005 bis 2010 war sie im Aufsichtsrat der Ergo Versicherungsgruppe, seit 2010 war sie im Aufsichtsrat von ThyssenKrupp und seit 2011 im Aufsichtsrat der Deutschen Investitions- und Entwicklungsgesellschaft. Von 2006 bis 2016 gehörte sie dem Verwaltungsrat von Hoffmann-La Roche an. Ihr Mandat im Aufsichtsrat von Thyssen-Krupp, welches noch bis 2015 gelaufen wäre, endete Ende 2013, da EU-Kommissionspräsident José Manuel Barroso sie in eine Expertenkommission berufen hat.
Von 2012 bis 2021 gehörte sie dem Verwaltungsrat der UBS Group AG an.
Neben Beiträgen in Fachzeitschriften verfasst Weder di Mauro auch populärwissenschaftliche Artikel. Zudem schrieb sie Kolumnen für die Basler Zeitung (über Themen wie Konjunktur, Börse, internationale Finanzströme und Entwicklungshilfe).

### Weitere Tätigkeiten und Interessenbindungen
Beatrice Weder di Mauro ist Mitglied des Verwaltungsrates der Robert Bosch GmbH und Bombardier Inc. Des Weiteren ist sie Mitglied des Stiftungsrates der ETH Zürich Foundation. Seit 2016 unterrichtet sie als Gastprofessorin an der INSEAD in Singapur. Ausserdem ist Weder di Mauro seit Januar 2019 Professorin für Internationale Wirtschaft am Graduate Institute Geneva.
2016 wurde sie erstmals zu der Bilderberg-Konferenz eingeladen.

## Leben
Weder di Mauro verbrachte ihre Kindheit und Jugend in Guatemala, wo sie von 1971 bis 1980 die Deutsche Schule besuchte. Ihr Vater, der als Pflanzenschutzexperte für das Basler Chemieunternehmen Ciba-Geigy arbeitete, zog mit der Familie zum zentralamerikanischen Hauptsitz des Unternehmens. Als Weder di Mauro 16 Jahre alt war, kehrte die Familie in die Schweiz zurück.
Beatrice Weder di Mauro ist verheiratet mit Filippo di Mauro, der in Rom, Chicago und Boston Ökonomie studierte und lehrte. Danach arbeitete er für die Italienische Nationalbank in Rom und Tokio, sowie für den IWF. Später war er als Abteilungsleiter bei der Europäischen Zentralbank unter Leitung von Jean-Claude Trichet tätig. Die beiden haben einen gemeinsamen Sohn.
Weder di Mauro spricht Deutsch, Englisch, Italienisch und Spanisch und kann sich des Weiteren auch auf Französisch und mit Einschränkungen auf Japanisch und Russisch verständigen.

## Publikationen
- Five essays on economic causes of corruption. WWZ-Forum, Basel 2002.
- Institutional reform in transition economics. International Monetary Fund, Washington, DC, 2001.
- Model, myth or miracle. United Nations University Press, Tokio 1999, ISBN 92-808-1030-8.
- Wirtschaft zwischen Anarchie und Rechtsstaat. Rüegger, Chur 1993, ISBN 3-7253-0469-6.